# Roald Aas
Roald Edgar Aas, född 25 mars 1928 i Oslo, död 18 februari 2012, var en norsk skridskoåkare.
Aas blev olympisk guldmedaljör på 1 500 meter vid vinterspelen 1960 i Squaw Valley.